# Небојша Лажетић
Небојша Лажетић (Скопље, 4. октобар 1950.) српски је математичар и професор.

## Биографија
Небојша Лажетић је рођен 1950. године у Скопљу. У Београду је завршио основну школу 1965. године, а гимназију (природно-математички смер) 1969. Те године уписао се на групу за математику Природно-математичког факултета у Београду, а дипломирао је на смеру А (теоријска математика) у јулу 1973. године. На истој групи завршио је последипломске студије из функционалне анализе; магистарски рад "Наследна својства неких класа локално конвексних простора" одбранио је у мају 1976. Докторску дисертацију "О конвергенцији спектралних разлагања која одговарају обичним диференцијалним операторима другог реда" одбранио је у децембру 1980. године, такође на ПМФ у Београду.
У периоду новембар 1977.-август 1979. био је (са прекидима) на специјализацији на Механико-математичком факултету МГУ у Москви. Тамо је под руководством академика В.А. Иљина почео да се бави спектралном теоријом диференцијалних оператора. У периодима мај-август 1983. и август 1985.-август 1986. био је на студијском боравку на Универзитету Калифорније у Берклију, САД. Том приликом се упознао са истраживачким трендовима у глобалној анализи и нелинеарној функционалној анализи, и те области од тада представаљају предмет његовог стручног и научног интересовања.
Непосредно после дипломирања Небојша Лажетић запослио се на Kатедри за математику Електро-техничког факултета у Београду. У јануару 1974. прелази у Математички институт САНУ, где ради као асистент-приправник, а од 1976. као асистент, све до новембра 1979, када је изабран за асистента у Институту за математику ПМФ у Београду. У звање доцента изабран је у марту 1983. године, 1988. је реизабран, а у звање ванредног професора унапређен је априла 1991. У јулу 1996. године постао је редовни професор Математичког факултета у Београду, и у том звању остао је до одласка у пензију 3.10.2017. године.

## Наставна активност
Kао асистент ПМФ-а, Небојша Лажетић држао је вежбе из следећих предмета:
- Математика I и Математика II (за студенте механике и астрономије),

- Биоматематика, Једначине математичке физике, Анализа II (за студенте математике).

Такође, по једну школску годину, држао је вежбе на Електротехничком и Грађевинском факултету у Београду.
Kао наставник Одсека за математику ПМФ и, касније, Математичког факултета, др Небојша Лажетић је на редовним студијама држао предавања из предмета:
- Математика I и Математика II (за студенте механике и астрономије),

- Анализа I и Анализа II (за студенте математике, механике и астрономије) и

- Диференцијалне једнацине (за студенте математике).

На последипломским студијама држао је једногодишње специјалне курсеве:
- Елиптичке парцијалне једначине другог реда,

- Нелинеарна функционална анализа и

- Теорија многострукости,

а на мастер студијама изборни предмет Одабрана поглавља теорије обичних диференцијалних једначина.
У школским годинама 2002/2003 и 2006/2007-2013/2014 био је ангажован као спољни сарадник-професор Учитељског факултета у Београду, на извођењу наставе из предмета Математика I и Математика II.
За потребе наставе на редовним студијама, на Математичком факултету, др Небојша Лажетић објавио је два универзитетска уџбеника и шест помоћних уџбеника - скрипти.

## Научна делатност
Др Небојша Лажетић је до сада објавио у иностраним и домаћим часописима 35 научних радова од којих је 14 у часописима са СЦИ листе. То су радови из области опште топологије, функционалне анализе (локално конвексни простори и спектрална теорија обичних диференцијалних оператора) и из обичних и парцијалних диференцијалних једначина (квалитативна анализа и гранични проблеми).
Др Небојша Лажетић је са саопштењима учествовао на 11 научних конференција и конгреса у земљи и иностранству.
У периоду 1975-1990 и од 1996. као истраживач учествовао је у раду 7 научно-истраживачких пројеката Министарства за науку, у областима Математичка анализа, Функционална анализа и Диференцијалне једначине, које су координисали Математички институт САНУ, односно Математички факултет у Београду. У периоду 2002-2005 био је научни руководилац једног таквог пројекта.
Др Небојша Лажетић био је члан преко 20 комисија за преглед и оцену магистарских и докторских дисертација. Руководио је израдом једне докторске дисертације, једног магистарског и 4 мастер рада.

## Остале активности
У току своје универзитетске каријере, др Небојша Лажетић је у више мандата био члан Савета Одсека за математику, механику и астрономију ПМФ и, касније, Савета (и Управног одбора) Математичког факултета. Такође, био је члан Стручног већа за електротехничке науке, предсдник Већа групације природних наука и математике и члан Већа научних области природно-математичких наука Универзитета у Београду.
Шеф Kатедре за реалну и функционалну анализу Математичког факултета био је у периодима 1997-1999 и 2006-2008.
Др Небојша Лажетић био је члан Централне комисије (Завода за унапређивање образовања и васпитања, Београд) за преглед програма сталног стручног усавршавања наставника, васпитача, стручних сарадника и директора, за 2011/2012, 2014/2015 и 2015/2016 годину. Такође, 2013/2014 године био је члан радне групе у оквиру Пројекта ИПА011 за припрему предметних исхода у основном образовању, гимназији и општем образовању у стручним школама, коју је формирао Завод за унапређивање образовања и васпитања.